# لينا نيلسين
لينا نيلسين (من مواليد 13 مارس 1996) هي عداءة حواجز بريطانية ومدربة يوغا. بعد فوزه بالميدالية الذهبية في سباق 400 متر حواجز في بطولة ألعاب القوى البريطانية 2024، تم اختيارها لاحقًا في فريق بريطانيا العظمى في الألعاب الأولمبية الصيفية 2024. حيث خرجت في الدور نصف النهائي بعد أن اصطدمت بحاجز وسقطت على المضمار.